# 日本內閣

日本首相在外發表談話時置於講台前的「內閣總理大臣紋章」——“五七桐花紋”立牌

內閣（日语：〔〕／ Naikaku ?）為日本的最高行政機關，由內閣總理大臣（首相）及國務大臣組成。最初由明治天皇在位时期仿效西方國家所立議會制建構，至今共經歷明治、大正、昭和、平成、令和等5個歷史時期。現今依日本國憲法第5章及內閣法之規定執行各項政務，包括依法行政、處理外交關係、締結條約、編列預算等。
目前的日本內閣是2024年（令和6年）11月11日就任的第二次石破內閣。

## 地位
現行的日本國憲法第5章規定內閣的地位如下：
- 為採取合議制的最高行政權機關，與日本國會（立法）、裁判所（司法）並列為日本憲法上的機關。
- 內閣對國會集體負責（日本國憲法第66條（日语：日本国憲法第66条））。
- 採內閣制。
- 內閣總理大臣為其政府首腦。
- 內閣總理大臣擁有國務大臣任免權。

大日本帝國憲法明定天皇為國家元首，但現行憲法並無元首規定，因此有學者將具有實質機能的內閣（或內閣總理大臣）視為元首。大多數學說將擁有締結條約、外交使節任免，外交關係處理權限的內閣，或是行政權最高機關——內閣——的代表內閣總理大臣視為日本國元首。

## 組成
內閣由內閣總理大臣（首相）與其他國務大臣（閣僚）組成（66條1項、內閣法2條1項）。內閣總理大臣與國務大臣須為「文民」，即非軍隊出身或不具自衛隊身份者之一般人士（66條2項）。

### 內閣總理大臣
內閣總理大臣是國會議員經國會議決，再由天皇任命的國家行政首長（67条、6條1項）。
| 代  | 人目 | 總理大臣            | 生年（年齡）                      | 內閣     | 期間、日數                              | 政黨       |
| --- | ---- | ------------------- | --------------------------------- | -------- | --------------------------------------- | ---------- |
| 102 | 65   | 石破茂 いしばしげる | 1957年（昭和32年） 2月4日（68歲） | 石破內閣 | 2024年(令和6年)10月1日 - 現在 （202日） | 自由民主黨 |

### 國務大臣
國務大臣由內閣總理大臣任命、並經天皇認證（68條1項、7條5號）。內閣總理大臣會發有具體職務的補職辭令給國務大臣（如外務大臣）。國務大臣須有一半以上從國會議員中選出（68條1項）。另外，內閣總理大臣可任意罷免國務大臣（68條2項）。國務大臣人數依法在14人以內（內閣法2條2項）。但若有必要，最多可增加三人至17人。
依據《內閣法》、《國家行政組織法》與其他法律，中央省廳首長並不要求由國務大臣出任（如金融廳長官、宮內廳長官、公正交易員會委員長等皆非國務大臣）。相反地，也有內閣府特命擔當大臣、內閣擔當大臣等如同幕僚的閣僚以及無任所大臣。

2024年11月11日獲委任。
| 職稱                                                                                              | 姓名       | 姓名 | 所屬                         | 特命事項 | 備註                |
| ------------------------------------------------------------------------------------------------- | ---------- | ---- | ---------------------------- | --- | ------------------- |
| 內閣總理大臣                                                                                      | 石破茂     |      | 眾議院 自由民主党 （無派閥） | | 自由民主黨總裁 再任 |
| 總務大臣                                                                                          | 村上誠一郎 |      | 眾議院 自由民主党 （無派閥） | 內閣總理大臣臨時代理 就任順位第3順位                                                                             | 再任                |
| 法務大臣                                                                                          | 鈴木馨祐   |      | 眾議院 自由民主党 （麻生派） | | 初入閣              |
| 外務大臣                                                                                          | 岩屋毅     |      | 眾議院 自由民主党 （無派閥） | 內閣總理大臣臨時代理 就任順位第5順位                                                                             | 再任                |
| 財務大臣 内閣府特命担当大臣 （金融）                                                              | 加藤勝信   |      | 眾議院 自由民主党 （茂木派） | 通貨緊縮脫離擔當 內閣總理大臣臨時代理 就任順位第4順位                                                            | 再任                |
| 文部科学大臣                                                                                      | 阿部俊子   |      | 眾議院 自由民主党 （無派閥） | | 再任                |
| 厚生勞動大臣                                                                                      | 福岡資麿   |      | 参議院 自由民主党 （無派閥） | | 再任                |
| 農林水產大臣                                                                                      | 江藤拓     |      | 眾議院 自由民主党 （無派閥） | | 再入閣              |
| 經濟產業大臣 內閣府特命擔當大臣 （原子能損害賠償、 廢爐等支援機構）                               | 武藤容治   |      | 眾議院 自由民主党 （麻生派） | 原子能經濟被害担当 GX實行推進担当 產業競爭力担当                                                                 | 再任                |
| 國土交通大臣                                                                                      | 中野洋昌   |      | 眾議院 公明党                | 水循環政策担当 国際園藝博覽会担当                                                                                | 初入閣              |
| 環境大臣 内閣府特命担当大臣 （原子能防災）                                                        | 淺尾慶一郎 |      | 參議院 自由民主党 （麻生派） | | 再任                |
| 防衛大臣                                                                                          | 中谷元     |      | 眾議院 自由民主党 （無派閥） | 内閣總理大臣臨時代理 就任順位第2順位                                                                             | 再任                |
| 内閣官房長官                                                                                      | 林芳正     |      | 眾議院 自由民主党 （無派閥） | 沖繩基地負担減輕担当 綁架問題担当 内閣總理大臣臨時代理 就任順位第1順位                                           | 再任                |
| 數位大臣 内閣府特命担当大臣 （規制改革）                                                          | 平将明     |      | 眾議院 自由民主党 （無派閥） | 行政改革担当 国家公務員制度担当 網路安全保障担当                                                                 | 再任                |
| 復興大臣                                                                                          | 伊藤忠彦   |      | 眾議院 自由民主党 （無派閥） | 福島核電廠事故再生總括担当                                                                                       | 再任                |
| 国家公安委員会委員長 内閣府特命担当大臣 （防災） （海洋政策）                                     | 坂井学     |      | 眾議院 自由民主党 （無派閥） | 国土強靭化担当 領土問題担当                                                                                      | 再任                |
| 内閣府特命担当大臣 （兒童政策） （少子化對策） （青年活躍） （男女共同參與） （共生、共助）       | 三原順子   |      | 參議院 自由民主党 （無派閥） | 女性活躍担当 共生社会担当                                                                                        | 再任                |
| 内閣府特命担当大臣 （經濟財政政策）                                                               | 赤澤亮正   |      | 眾議院 自由民主党 （無派閥） | 經濟再生擔當 新資本主義擔當 薪資提升担当 新創擔當 全世代型社会保障改革担当 感染症危機管理担当 防災廳設置準備担当 | 再任                |
| 内閣府特命担当大臣 （酷日本戰略） （智慧財產戰略） （科学技術政策） （宇宙政策） （經濟安全保障） | 城內實     |      | 眾議院 自由民主党 （無派閥） | 經濟安全保障担当                                                                                                 | 再任                |
| 内閣府特命担当大臣 （沖繩及北方對策） （消費者及食品安全） （地方創生） （阿伊努政策）            | 伊東良孝   |      | 眾議院 自由民主党 （無派閥） | 新地方經濟・生活環境創生担当 国際博覽会担当                                                                      | 再任                |

### 組閣流程
內閣組織（組閣）依循以下流程。

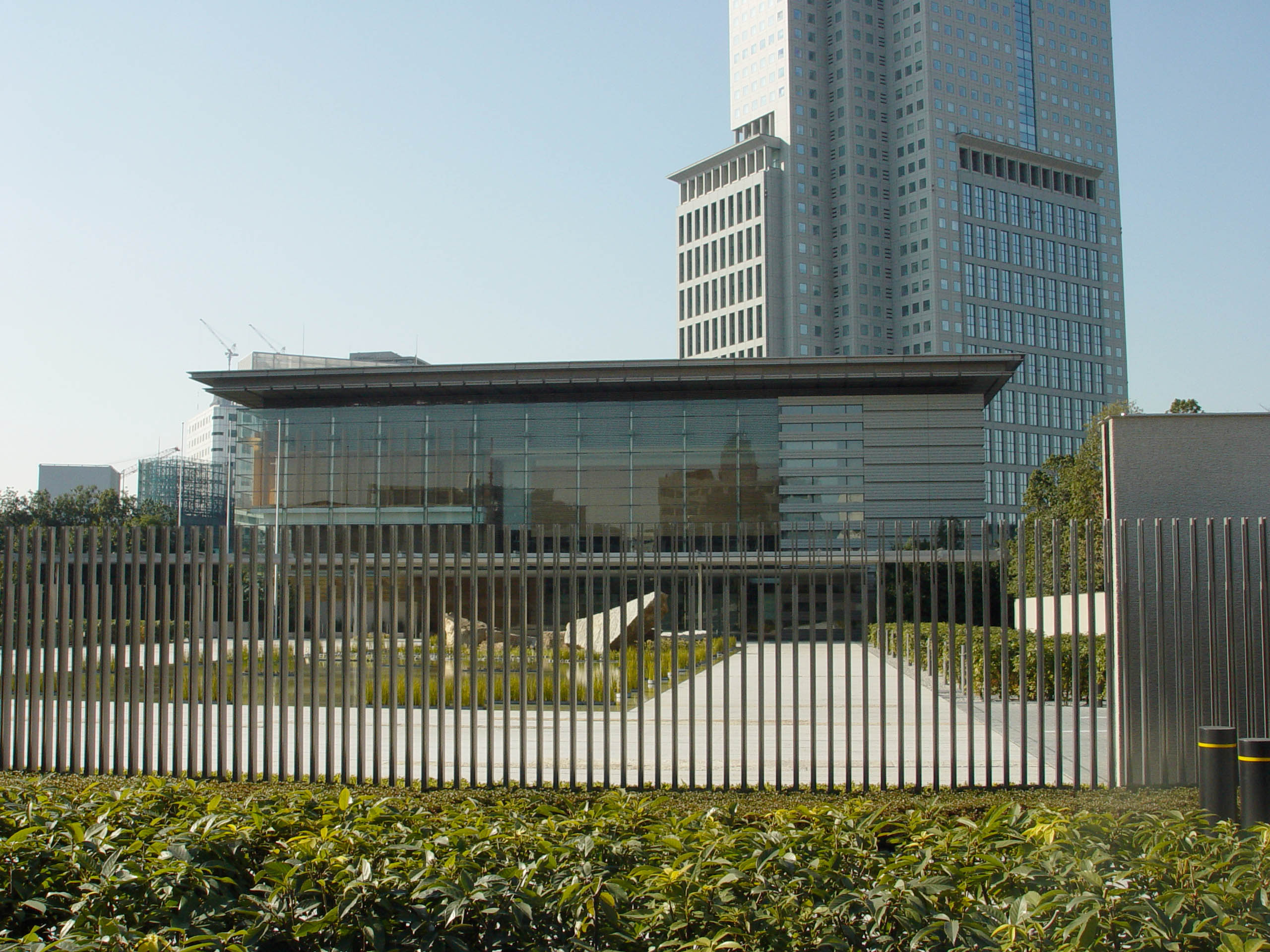
總理大臣官邸

1. 國會推舉一名國會議員為內閣總理大臣（首班指名）。
2. 天皇任命為內閣總理大臣（親任式）。
3. 內閣總理大臣任命國務大臣。
4. 天皇認證國務大臣的任命（認證官任命式（日语：認証官））。內閣完成。
5. 內閣總理大臣指派國務大臣職務（補職辭令，如任命法務大臣）。

一般在內閣總理大臣任命前會開始籌組組閣本部。也就是說內閣總理大臣候選人獲得國會提名後就開始進行組閣的準備工作。內閣總理大臣一獲任命，先前的內閣就失去內閣地位（日本國憲法第71條）。由於內閣採合議體制，不應該有總理大臣一人組成內閣的狀態，因此從內閣總理大臣至其他國務大臣任命、內閣成立為止，應該在最短時間內完成。在實務上，內閣總理大臣與預定入閣者在組閣當日會事先聯繫，在首班指名後立刻在總理大臣官邸成立組閣本部並電話通知預定入閣者前往官邸，接著一同進行執政黨閣僚名簿確認以及親任式、認證官任命式。

## 職務

### 憲法73條規定之職務
- 一般行政事務（憲法73條（日语：日本国憲法第73条）柱書）
- 執行法律、總理國務（憲法73條1號）
- 處理外交關係（憲法73條2號）
- 簽訂條約（憲法73條3號）

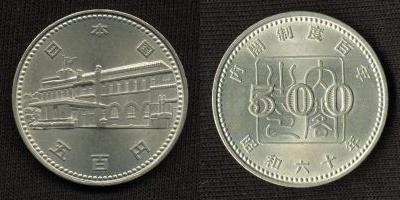
內閣制度創始100周年紀念的500圓白銅貨幣（紀念幣）　 正面 (左) 是總理大臣官邸，背面是內閣公印

  - 簽訂條約是內閣職務，但經國會承認才具有效力。條約承認為事前原則，事後無效。
- 掌理官吏（公務員）相關事務（憲法73條4號）
- 向國會提出預算案（憲法73條5號）
- 制定政令（憲法73條6號）
- 決定大赦、特赦、減刑、免刑、復權（憲法73條7號）

### 憲法73條以外的職務
- 建議和批准天皇的國事行為（日语：国事行為）（憲法3條（日语：日本国憲法第3条）、憲法7條（日语：日本国憲法第7条）） - 內閣負擔責任
- 提名最高裁判所長官（憲法6條（日语：日本国憲法第6条）2項）
- 提出國會臨時會（憲法53條（日语：日本国憲法第53条））
- 要求參議院召開緊急集會（日语：参議院の緊急集会）（憲法54條（日语：日本国憲法第54条）2項）
- 任命最高裁判所與下級法庭裁判官（憲法79條（日语：日本国憲法第79条）1項、80條（日语：日本国憲法第80条）1項）
- 預備費的支出（憲法87條（日语：日本国憲法第87条））
- 向國會提出結算報告（憲法90條（日语：日本国憲法第90条））
- 對國會進行財政報告（憲法91條（日语：日本国憲法第91条））

### 閣議
內閣依其職權進行閣議（內閣法4條1項）。閣議由內閣總理大臣主持（同條2項），內閣總理大臣可在該場合決定內閣重要政策的基本方針或討論其他事項（同條）。另外，各國務大臣可向內閣總理大臣提出閣議（同條3項）。
內閣制度成立以來，閣議一直未做成議事錄，直到2014年4月1日才開始公布議事錄部分資料。
內閣總理大臣依據閣議決定的方針，指揮監督行政各部（內閣法6條）。主任大臣之間對權限有疑慮時，內閣總理大臣可在閣議裁定（同法7條）。

### 提出法案
國會通過的法案大半屬於閣法（內閣或政府提出之法案），相關省廳會設置稱作「章魚部屋」的準備室擬定法案。
日本國憲法並未規定內閣有法律提案權，因此各學說有不同意見。而日本政府則依日本國憲法第72條「內閣總理大臣的議案提出權」解釋內閣具有法律提案權，並列於內閣法第5條。此解釋雖然獲得一般學說支持，但仍有學者對此表達異議。

## 歷代內閣的名稱
內閣制度成立後，內閣以內閣總理大臣姓氏稱為◯◯內閣（如石橋內閣、福田赳夫內閣）。若內閣總理大臣再任或連任時，內閣名稱前面再加上就任次數為第◯次◯◯內閣（如第二次池田內閣）。
若內閣總理大臣進行內閣改組（改造），此時內閣稱為改造內閣（如三木內閣改造內閣）。內閣改組兩次以上則再加上次數為第◯次改造内閣（如第二次池田內閣第二次改造內閣）。

## 歷史沿革

### 太政官制至內閣制
明治維新後，當時參考古代的律令制設立太政官制，以太政官為國政最高機關。此時的政府組織還在摸索制度，曾進行多次修正。1873年（明治6年）的官制改革，由太政官正院的太政大臣與參議組成合議體制「內閣」，為國政的最高決策機關（太政官內閣制）。原先採取參議與各省大臣的省卿分離機制，在明治六年政變後改為參議省卿兼任制。這項改革將內閣對天皇的輔弼與執行一體化，影響了之後的內閣制度。
1881年（明治14年）10月12日，明治天皇頒布《國會開設之勅諭》，目標在1890年（明治23年）開設「國會」（議會）。企圖完善立憲主義體制的伊藤博文等人也在擬定新的政府架構取代太政官制。

### 大日本帝國憲法時期
1885年12月22日，第一代內閣總理大臣伊藤博文基於內閣職權組成第一任內閣。四年後大日本帝國憲法頒布後，第五十五條規定國務大臣輔弼天皇。而憲法內文並沒有「內閣總理大臣」及「內閣」名詞。內閣當時依據內閣官制之法律運作，「內閣總理大臣為（國務大臣）同輩中之首席」，實際上職權並不明確，內閣總理並沒有閣臣的任免權，由於任免權在天皇手上，所以當內閣意見不一時只能總辭。
內閣總理大臣的任命，由天皇向總理「大命降下」授命組閣。明治後期至昭和中期，總理的人選由曾當過總理大臣，被稱為「元老」、「重臣」向天皇推薦。大正後期至昭和初期的政黨內閣時代，是基於「憲政之常道」，由眾議院的政黨構成而任免政黨黨魁組閣（例如政友會為最大黨，則任命其組閣。當政友會下台後，則任免另一個大黨憲政會組閣，由大黨輪流執政。）
陸軍大臣及海軍大臣在大部份時間採用「現役武官制」，必須由現役武官出任，人選必須由陸軍及海軍推薦。而兩大臣亦有直接向天皇上奏的權利。所以兩大臣如果直接向天皇辭職，而所屬軍部拒絕推薦後繼者則內閣倒台。而且軍令方面屬於天皇的統帥權，所以一般文人內閣較難干預軍事政策。

### 日本國憲法與內閣法
1947年（昭和22年），日本國憲法頒布，第5章規定設置「內閣」，並擁有行政權（65條）。
內閣由內閣總理大臣及其他國務大臣組成（66條1項），負責行政並向對國會負責（同條3項），是國家行政的最高機關。內閣總理大臣由國會從國會議員中選出，經天皇任命（67條、6條1項），明確採取議院內閣制。國務大臣由內閣總理大臣任命，並經天皇認證（68條、7條5號），內閣總理大臣對行政各部擁有指揮監督權（72條），加上復除內閣官制後制定的內閣法，明定內閣總理大臣為內閣的「首長」（66條1項），強化內閣與內閣總理大臣的權限。

## 關聯項目
- 日本历代内阁
- 日本內閣總理大臣列表
- 閣議（日语：閣議 (日本)）（內閣會議）
- 內閣改造
- 內閣總辭（日语：内閣総辞職）
- 職務執行內閣（日语：職務執行内閣）（看守內閣）
- 聯合政府

## 外部連結
- 總理大臣官邸 （页面存档备份，存于）（日語）（英文）
- 内閣官房 （页面存档备份，存于）（日語）